# 꿀맛 (1982년 영화)
"꿀맛"은 1982년에 개봉한 대한민국의 영화이다.

## 캐스팅
- 신영일
- 장미희
- 박원숙
- 김형자